# Колобово (Омская область)
Колобово — деревня в Муромцевском районе Омской области России. Входит в состав Курганского сельского поселения .

## История
Основана в 1845 г. В 1928 году состояла из 71 хозяйств, основное население — русские. Центр Колобовского сельсовета Мало-Красноярского района Барабинского округа Сибирского края.

## Население
| 1926 | 2010 |
| ---- | ---- |
| 406  | ↘4   |